# Victor Fagerström
August Victor Fagerström, född 1 januari 1869 i Stockholm, död 15 oktober 1934 i Stockholm, var en svensk arkitekt.

## Liv och verk
Efter studentexamen i Stockholm 1889 studerade Fagerström vid Kungliga tekniska högskolan 1889–1893, med påföljande studier vid Kungliga akademien för de fria konsterna 1893–1896. Han anställdes därefter vid Nordiska museets arkitektkontor där han arbetade under Isak Gustaf Clason 1896–1901 och deltog därefter i Dramatiska teaterns nybyggnad under Fredrik Lilljekvist 1901–1908. Mellan 1901 och 1934 drev han egen arkitektfirma och 1918–1934 var han dessutom tjänstgörande arkitekt utom stat vid Byggnadsstyrelsen. Fagerström invaldes som byggmästare i Stockholms byggnadsförening 1926. Han ritade cirka 300 enfamiljhus, varav omkring 50 i Djursholm. Fagerström är begravd på Solna kyrkogård.

## Verk i urval
- Luntmakargatan 26-30, Stockholm 1905–1907 (idag rivet)
- Ulricehamns sanatorium, Vintersanatoriet', tillsammans med Axel Viktor Forsberg, 1906 (idag rivet) [5]
- Fleminggatan 23, Stockholm 1907
- Regeringsgatan 42, Stockholm 1908, tillsammans med Carl Bergsten (idag rivet)
- Villa, kv Borgen 12 i Kåbo, Uppsala 1911
- Mariefreds sparbank, 1914–1915
- Prästgård i Slöinge, Halland, 1915
- Ombyggnad för Åhléns Söder, Ringvägen 100, 1915
- Grindstuga till Birgittasystrarnas kloster, Djursholm 1916
- Folkskola i Mariefred, 1916
- Köpmannabanken i Söderhamn 1919
- Hultsfreds teater 1920-talet
- Ombyggnad för försvarsdepartementet av Skandinaviska kredit AB, Storkyrkobrinken 7, 1921
- Restauranten, Djursholm, ombyggnad 1922
- Evangeliska Brödraförsamlingens hus, Sveavägen 32-36, Stockholm 1922–1924
- kv. Oxeln 2, Kungstensgatan 1 / Karlavägen 12, Stockholm 1923–1925
- Hagagatan 58 / Ynglingagatan 9, Stockholm 1925–1926
- Folkungagatan 80, Stockholm 1926
- Statens centrala frökontrollanstalts institutionsbyggnad, Bergshamra i Solna, 1930 [3]
- Borgstugan på Sveaholmen, Saltsjöbaden, 1934
- Ombyggnadsarbeten för Oscar II:s jubileumssanatorier
- Skolbyggnader för Chile

## Bilder av några verk

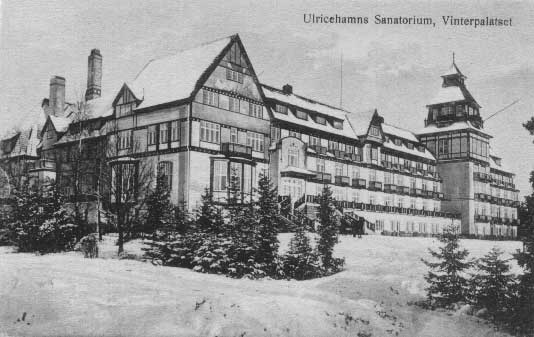
Vintersanatoriet i Ulricehamn
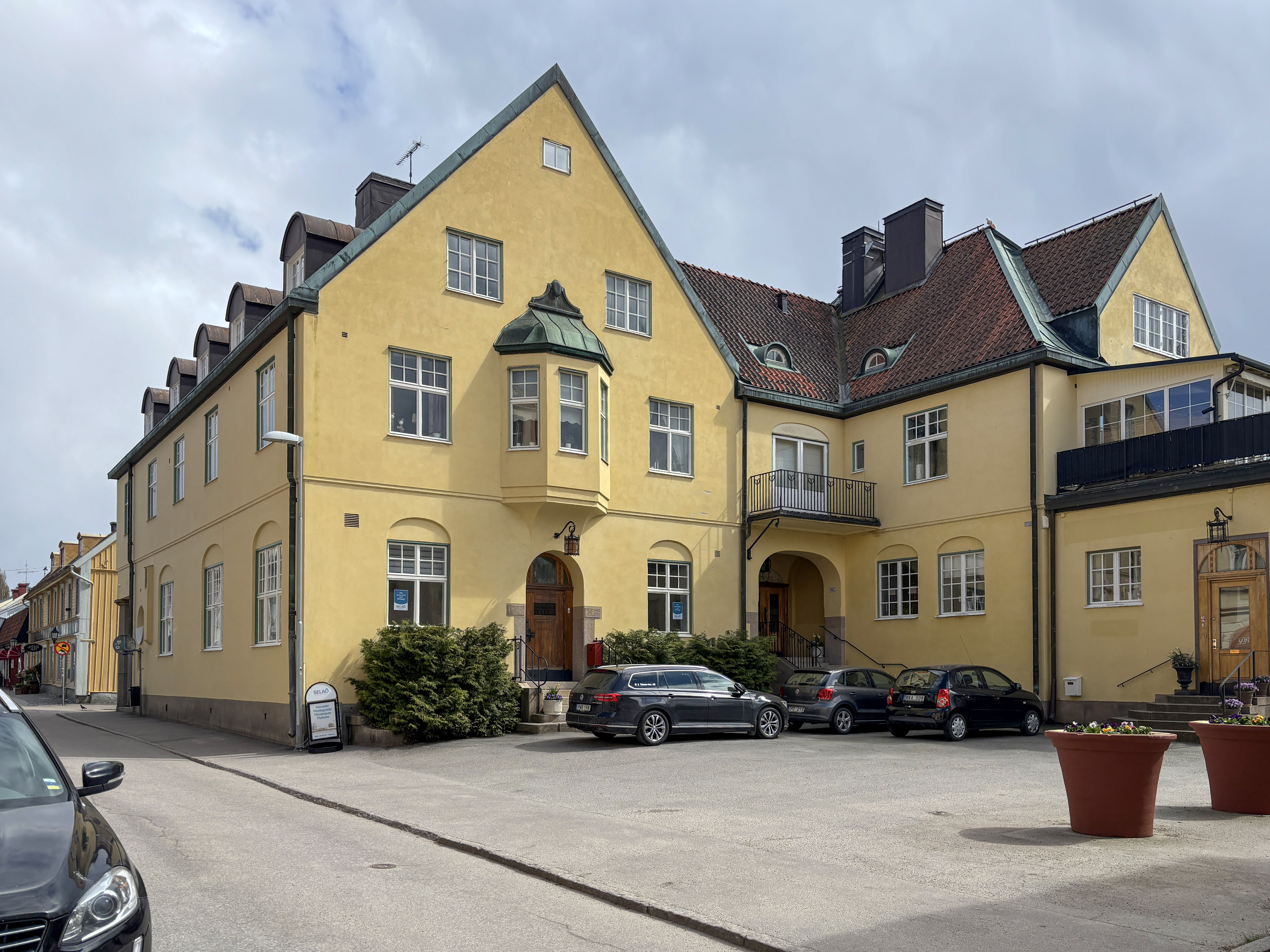
Sparbanken i Mariefred
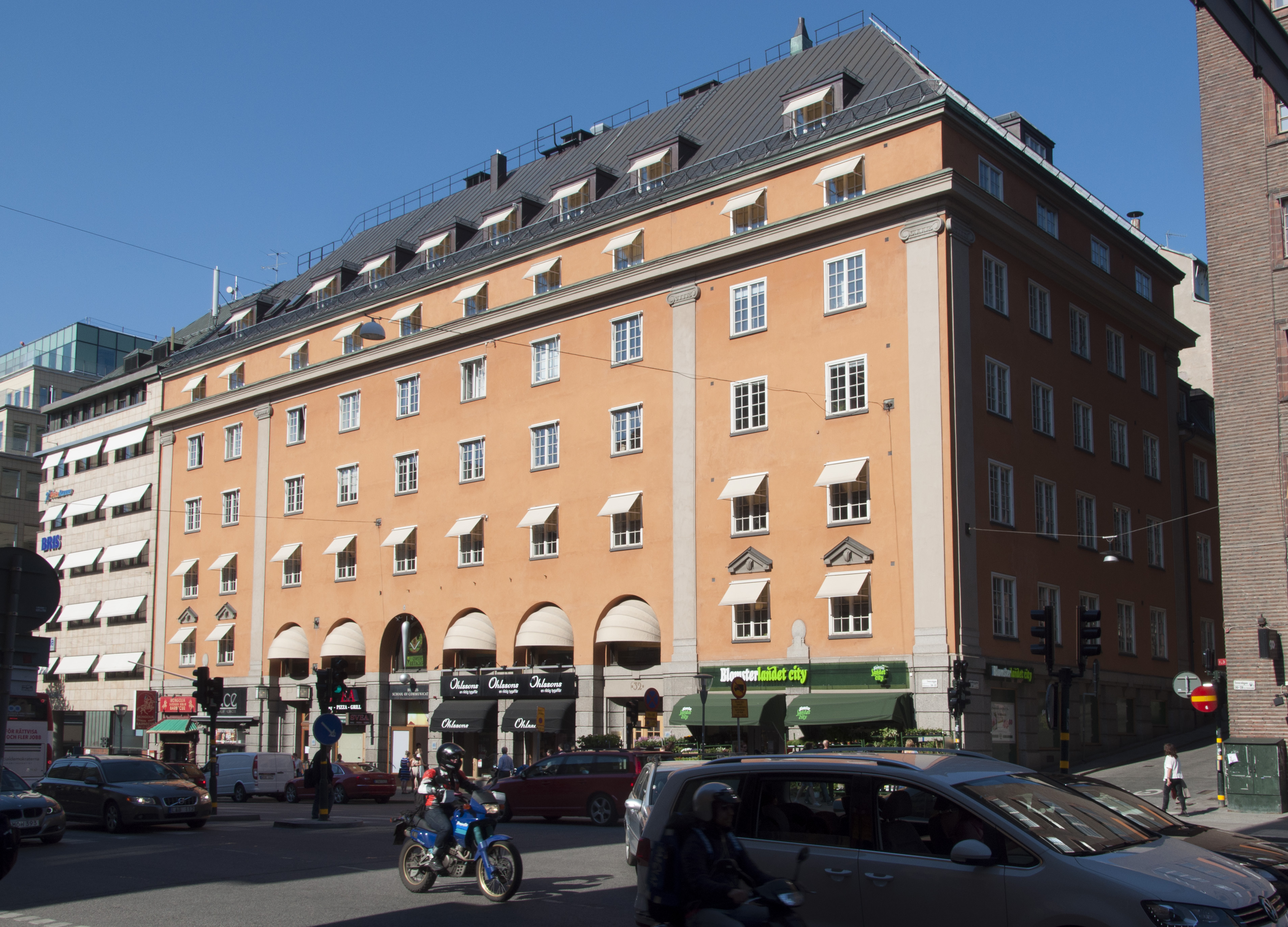
Evangeliska brödraförsamlingens hus, Sveavägen 32-36
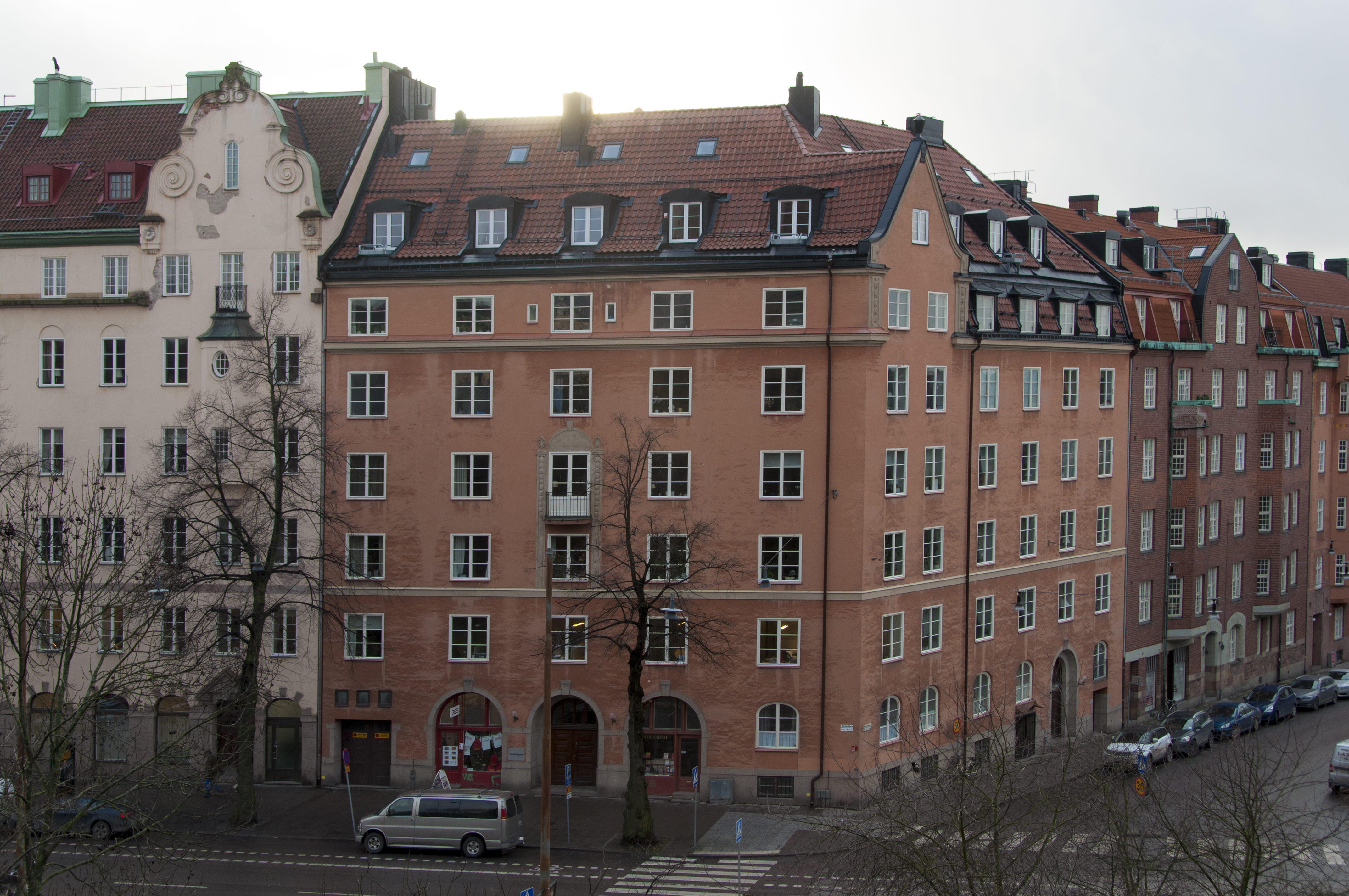
kv. Oxeln 2
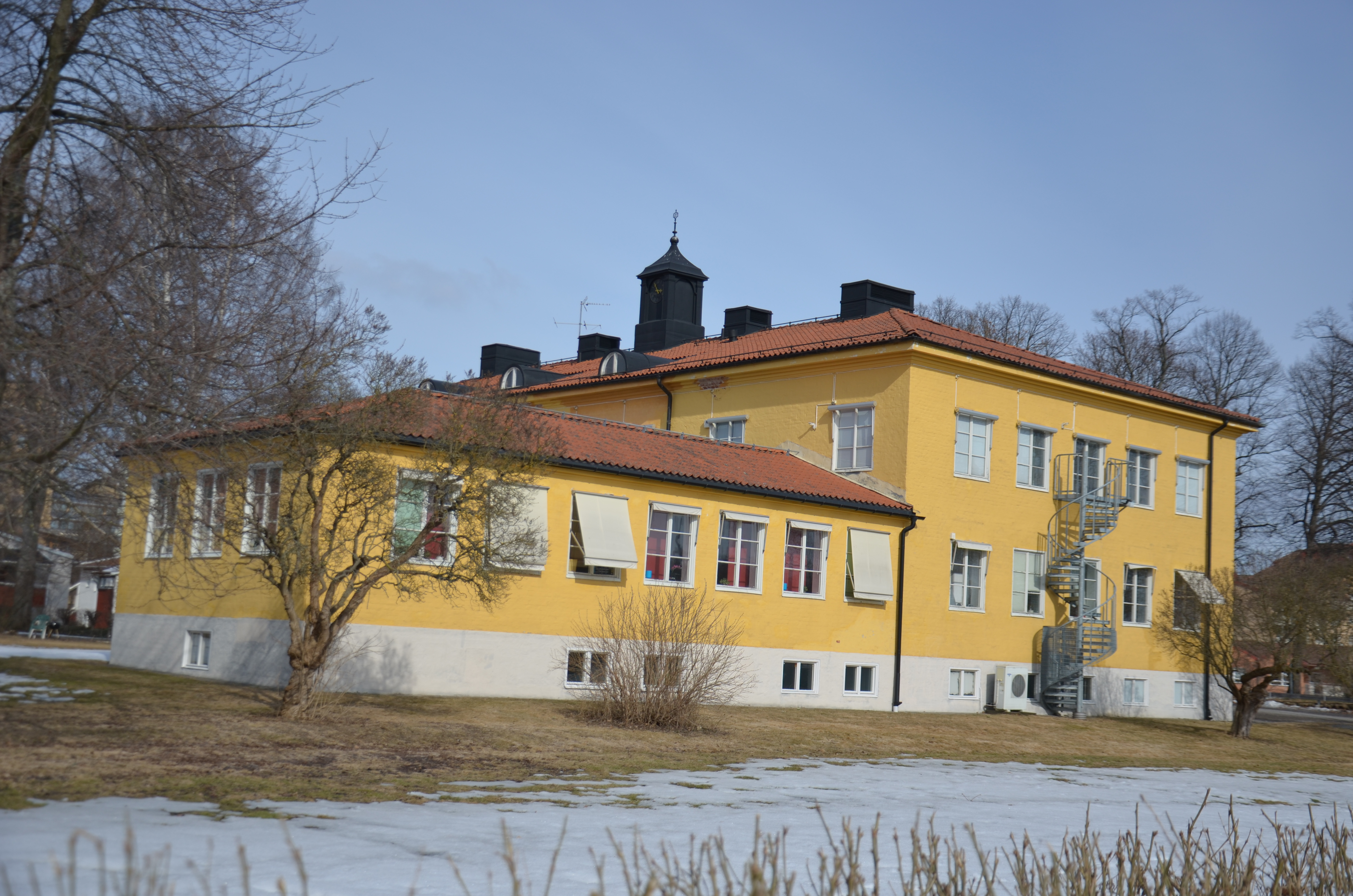
Statens centrala frökontrollanstalts tidigare byggnad i Bergshamra i Solna